# Минёйт, Петер
Петер Минёйт (нидерл. Peter Minuit [ˈpeːtər minˈʋi]; фр. Pierre Minuit [ˈpjɛʁ  miˈnɥi]; оценочно 1589 — 5 августа 1638) — голландский политический деятель, губернатор Новых Нидерландов (1626—1631), губернатор Новой Швеции (1638). Валлон по национальности.
Будучи губернатором Новых Нидерландов, в 1626 году выкупил остров Манхэттен у индейского племени Манахатта за вещи, оценённые тогда в 60 гульденов (24 доллара в то время, сумма эквивалентная сегодня 500—700 современным[когда?] американским долларам). На этом месте был заложен Новый Амстердам, предшественник современного Нью-Йорка.

## Биография
Точная дата рождения неизвестна, оценки колеблются от 1580 до 1594 года. Петер родился в германском городе Везель (тогда — Священная Римская империя) в протестантской семье, переехавшей из голландского города Турне (ныне в составе бельгийской Валлонии).
Его отец, Иоганн, умер в 1609 году, и Петр взял на себя управление домашним хозяйством и бизнесом своего отца. Он также помогал бедным во время испанской оккупации 1614—1619 годов.
Минёйт женился на Гертруде Рэдтс 20 августа 1613 года. Гертруда была из богатой семьи, и она, вероятно, помогла Петеру Минёйту стать ростовщиком. В завещании, составленном в 1615 году в голландском городе Утрехте, Петер Минёйт упоминается как огранщик алмазов. Неизвестно, торговал ли он другими предметами.
К 1624 году город находился в экономическом упадке, и в 1625 году он покинул Везель и, как и другие, отправился в Голландию. Гертруда уехала к родственникам в Клеве.
Примерно в 1625 году вступил в Голландскую Вест-Индскую компанию, где был послан в колонию Новая Голландия для организации закупок. В 1626 году стал новым губернатором Новой Голландии.
Минёйту приписывают покупку острова Манхэттен у коренных американцев в обмен на проданные товары стоимостью 60 гульденов. По словам писателя Натаниэля Бенчли, Минёйт провел сделку с Сейси, главой Канарских островов, который был только рад принять ценные товары в обмен на остров, который в основном контролировался коренными американцами Веккуэсгиками.
Цифра в 60 гульденов взята из письма представителя Генеральных штатов Нидерландов и члена правления Голландской Вест-Индской компании Питера Янсзоона Схагена Генеральным штатам в ноябре 1626 г. В 1846 г. Йоркский историк Джон Ромейн Бродхед перевел цифру в 60 филадельфийских франков (или 60 гульденов). 24 доллара США. По данным Института социальной истории Амстердама, к 2006 году шестьдесят гульденов 1626 года стоили примерно 1000 долларов.
В 1631 Голландская Вест-Индская компания отозвала Минёйта с его поста по неясному поводу. Он вернулся в Европу в августе 1632 для дачи объяснений, но был уволен.
В 1636 или 1637, после нескольких лет проживания в Клеве Минёйт был приглашен Швецией для создания первой шведской колонии в Америке. Отряд прибыл на кораблях «Кальмар Нюкель» и «Фогель Грип» на место в нижнем течении реки Делавэр весной 1638. Был построен Форт Кристина. Минёйт отправился в Стокгольм за второй партией колонистов, с заходом на Карибские острова для закупки партии табака с целью продажи в Европе и окупания рейса. Во время данного захода Минёйт погиб во время урагана возле острова Сент-Китс.